# Гозулов Микола Іванович
Гозулов Микола Іванович (нар. 26 січня 1921, Єйськ, РРФСР, СРСР — 4 жовтня 1989, Київ
, СРСР) — радянський український оперно-симфонічний диригент, професор. Заслужений артист УРСР (1973). 
Закінчив Київське музичне училище по класу скрипки (1939—1941, клас Н. В. Полякова), Київську консерваторію ім. Чайковського (1952, клас оперно-симфонічного диригування народного артиста УРСР, професора О. Г. Климова).
На кафедрі народних інструментів Київської державної консерваторії імені П. І. Чайковського викладав диригування, читав курс «Методика викладання музичних дисциплін», керував студентським оркестром кафедри народних інструментів (1962—1979).

## Нагороди
- Заслужений артист УРСР (1973);
- Грамота Президії Верховної Ради УРСР;
- Ветеран Великої Вітчизняної війни, нагороджений бойовими орденами, медалями.

Серед його вихованців є такі народні артисти України, як: С. Литвиненко, В'ячеслав Редя, В'ячеслав Самофалов; а також заслужені діячі мистецтв України Анатолій Семешко, Л. Голіусова, Володимир Рунчак та багато інших.